# Rachaída
O Povo Rachaída da Eritreia, Rashaayda ou Bani Rashid (árabe: بني رشيد, الرشايدة "Refugiados") são uma tribo entre a Eritreia e nordeste do Sudão. Os Rachaídas migraram para a Eritreia e nordeste do Sudão a partir de Arábia Saudita em 1846. A causa de sua migração foi devido à guerra étnica ocorrida em sua terra natal. Eles são principalmente muçulmanos sunitas, e muito pouco se sabe sobre a existência de cristãos e outros segmentos religiosos na tribo. De acordo com o governo da Eritreia, os rachaídas compõe cerca de 2,4% da população da Eritreia, e contabilizados em torno de 78.000 em 1996. A língua falada por eles é o árabe Hijazi. Os rachaídas do Sudão e da Eritreia vivem em estreita proximidade com o povo Beja. Um grande número dos Bani Rasheed também são encontrados na Península Arábica.
1. ↑  Fadlaha, Amal Hassan (2007). Embodying Honor: Fertility, Foreignness, and Regeneration in Eastern Sudan. [S.l.: s.n.] p. 44
2. ↑  Fadlalla, Mohamed (2005). "Modest Women, Deceptive Jinn:  Identity, Alterity, and Disease in Eastern Sudan.". Identities Global Studies in Culture and Power. [S.l.: s.n.] p. 20
3. ↑  Tronvoll, Kjetil (1998). Mai Weini - a Village in Highland Eritrea. A study of the people, their livelihood and land tenure during times of turbulence. [S.l.: s.n.] line feed character character in |título= at position 83 (ajuda)